# Placówka Straży Celnej „Łąkta”

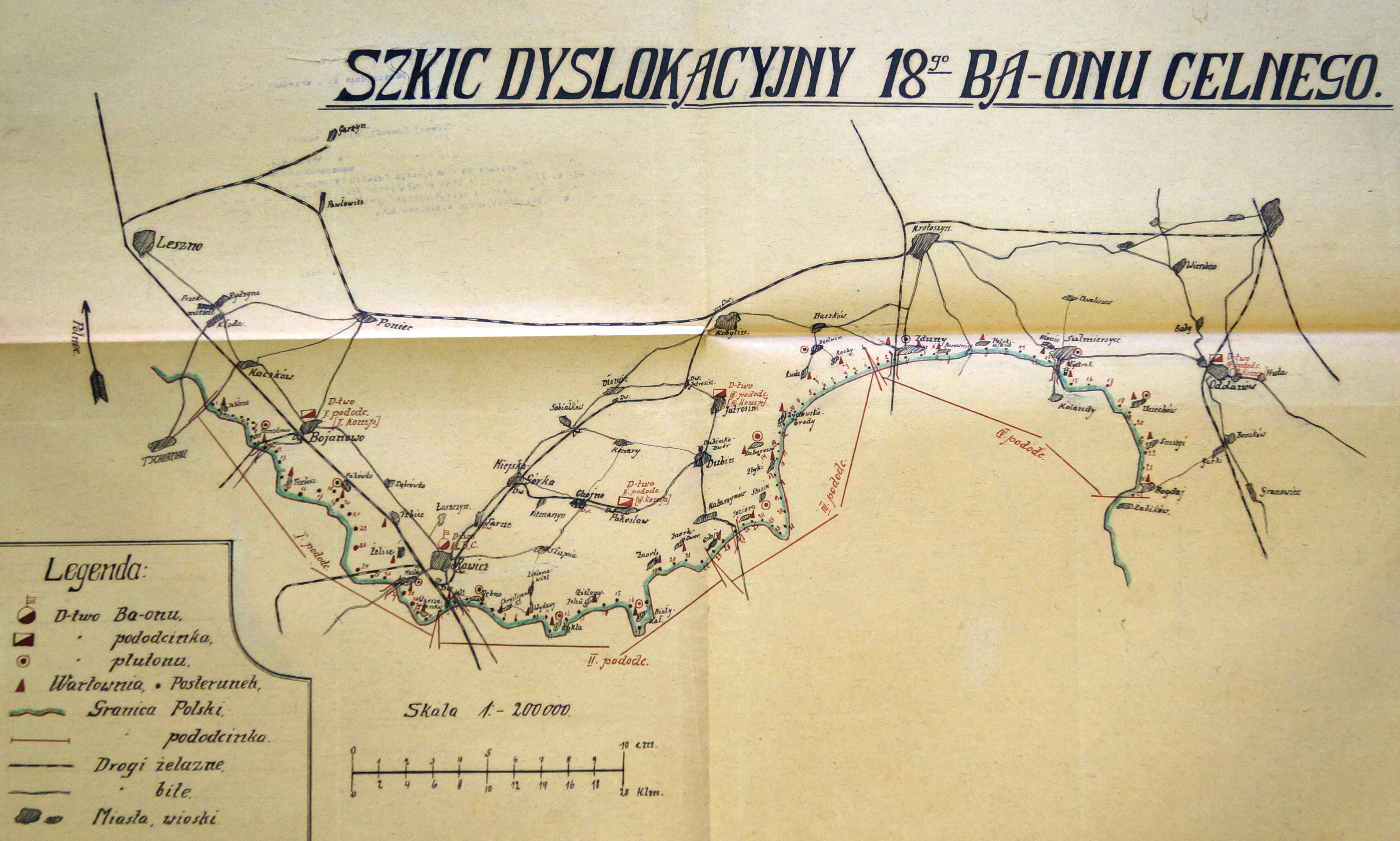
Szkic rozmieszczenia 18 batalionu celnego „Rawicz”

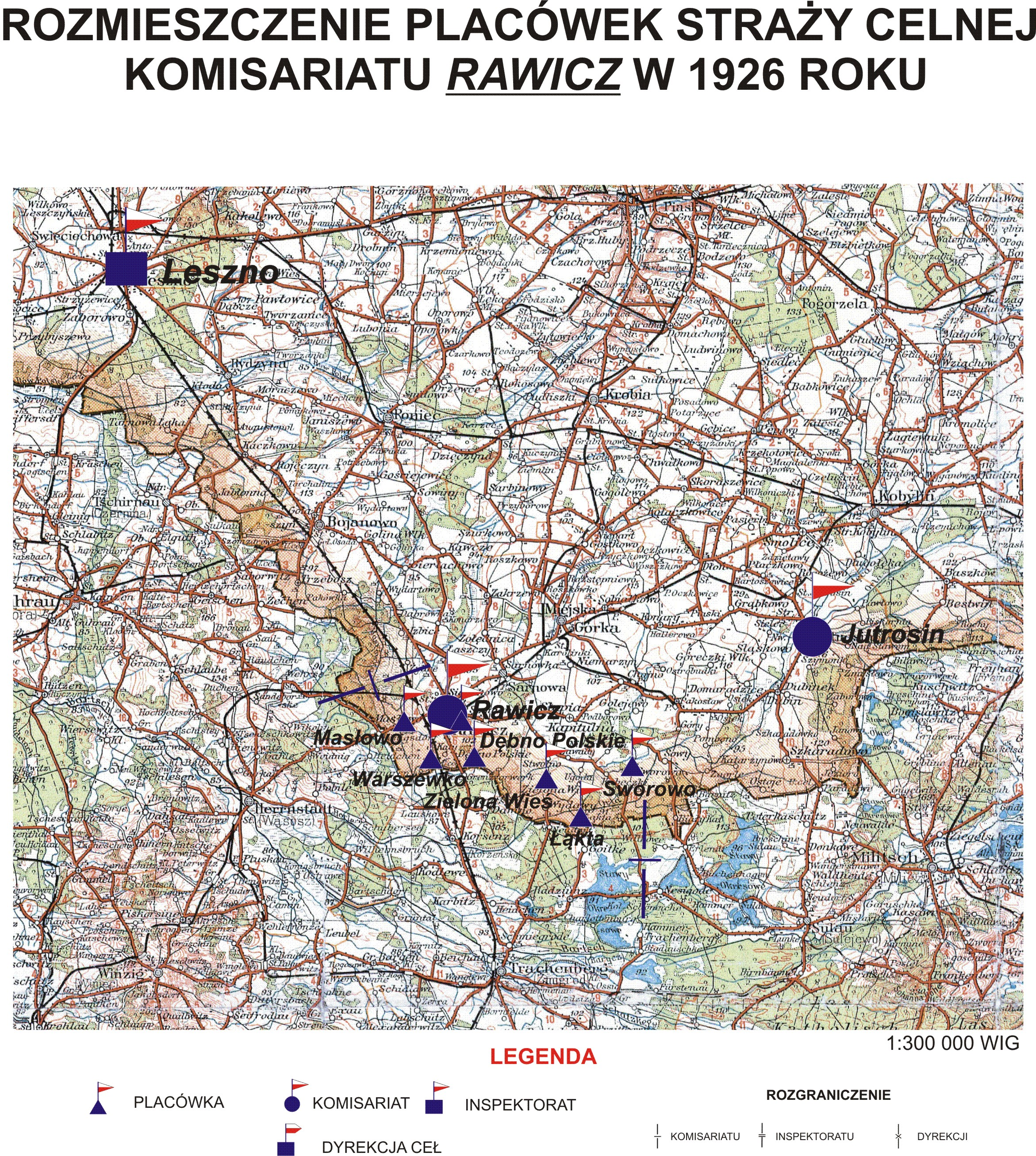
Rozmieszczenie placówek Straży Celnej Komisariatu Rawicz w 1926

Placówka Straży Celnej „Łąkta” – jednostka organizacyjna Straży Celnej pełniąca w okresie międzywojennym służbę ochronną na granicy polsko-niemieckiej.

## Formowanie i zmiany organizacyjne
Na wniosek Ministerstwa Skarbu, uchwałą z 10 marca 1920 roku, powołano do życia Straż Celną. Jednostki Straży Celnej rozpoczęły przejmowanie odcinków granicy od pododdziałów Batalionów Celnych. W 1921 roku w Słupi i Pakosławiu stacjonował sztab 4 kompanii 18 batalionu celnego. 4 kompania celna wystawiła między innymi placówkę w Łąkcie. Proces tworzenia Straży Celnej trwał do końca 1922 roku. Placówka Straży Celnej „Łąkta” weszła w podporządkowanie komisariatu Straży Celnej „Rawicz” z Inspektoratu SC „Leszno”.
W drugiej połowie 1927 roku przystąpiono do gruntownej reorganizacji Straży Celnej. W praktyce skutkowało to rozwiązaniem tej formacji granicznej. Ochronę północnej, zachodniej i południowej granicy państwa przejęła powołana z dniem 2 kwietnia 1928 roku Straż Graniczna.
Rozkazem nr 11 z 9 stycznia 1930 roku reorganizacji Wielkopolskiego Inspektoratu Okręgowego komendant Straży Granicznej płk Jan Jur-Gorzechowski ustalił numer i nową organizację komisariatu. Placówka Straży Granicznej I linii „Łąkty” znalazła się w jego strukturze.

## Funkcjonariusze placówki
Kierownicy placówki
| stopień    | imię i nazwisko, numer | okres pełnienia służby | kolejne stanowisko |
| ---------- | ---------------------- | ---------------------- | ------------------ |
| przodownik | Marian Kałużny (530)   | był w 1926             |                    |

Obsada personalna placówki w 1926:
- przodownik Marian Kałużny (530)
- strażnik Franciszek Taszarek (1322)
- strażnik Piotr Paluszkiewicz (2063)
- strażnik Antoni Kostrzewski (1165)
- strażnik Józef Lewandowski (1180)